# Erechthias photophanes
Erechthias photophanes är en fjärilsart som beskrevs av Edward Meyrick 1917. Erechthias photophanes ingår i släktet Erechthias och familjen äkta malar. Inga underarter finns listade i Catalogue of Life.